# Glena labecula
Glena labecula là một loài bướm đêm trong họ Geometridae.